# Troutdale (Virginia)
Troutdale è un comune degli Stati Uniti d'America, situato nello Stato della Virginia, nella Contea di Grayson.